# دیمیتریوس نیکولائو
دیمیتریوس نیکولائو (زادهٔ ۱۳ اوت ۱۹۹۸) بازیکن فوتبال اهل یونان است که هم اکنون برای باشگاه فوتبال پالرمو در پست مدافع  بازی می‌کند.